# Магалотти, Лоренцо
Лоренцо Магалотти (итал. Lorenzo Magalotti; 1 января 1584, Флоренция, Великое герцогство Тосканское — 19 сентября 1637, Феррара, Папская область) — итальянский куриальный кардинал. Секретарь Конгрегации Священной Консульты с 1 марта по 8 июля 1623. Государственный секретарь Святого Престола и префект Конгрегации Священной Консульты с 1 сентября 1623 по 5 мая 1628. Епископ Феррары с 5 мая 1628 по 19 сентября 1637. Кардинал-дьякон с 7 октября 1624, с титулярной диаконией Санта-Мария-ин-Аквиро с 13 ноября по 16 декабря 1624. Кардинал-священник с титулярной диаконией pro hac vice Санта-Мария-ин-Аквиро с 16 декабря 1624 по 28 февраля 1628. Кардинал-священник с титулом церкви Санти-Джованни-э-Паоло с 28 февраля 1628 по 19 сентября 1637. 

## Биография
Родился во Флоренции 1 января 1584 года (1583 года по флорентийскому календарю) в семье сенатора Винченцо Магалотти и Клариче Каппони. 
Учился в университете Перуджи. В Пизанском университете получил степень доктора наук в области гражданского и церковного права. 
После смерти отца в 1608 году переехал в Рим и начал карьеру в администрации Папской области: в 1609 году Магалотти стал референдарием Верховного трибунала апостольской сигнатуры, в 1611-1613 годах был вице-легатом в Болонье. С 1616 по 1618 год был губернатором Монтальдо, с 1618 по 1619 год — вице-легатом Патримонио, в 1620 году был назначен губернатором Асколи, в 1623 году — секретарём Священной Конгрегации Священной Консульты. Вёл переписку с Галилео Галилеем. Быстрому карьерному росту способствовал будущий папа римский Урбан VIII, брат которого женился на сестре Лоренцо. 